# Phthonoloba viridifasciata
Phthonoloba viridifasciata là một loài bướm đêm trong họ Geometridae.